# Sint-Mariakathedraal (Windhoek)
De Sint-Mariakathedraal (Afrikaans : Sint Maria Katedraal, Engels : St. Mary's Cathedral, Duits : Sankt Marien-Kathedrale) is de voornaamste katholieke kerk van Windhoek, de hoofdstad van Namibië. Het is de hoofdkerk van het aartsbisdom Windhoek.
De kerk, gelegen aan Karl Werner List Street, werd gebouwd tussen 1906 en 1908 onder de Duitse koloniale tijd. De neoromaanse kerk heeft twee vierkanten torens met wit geverfde spitsen. 
Het gebouw is sinds 1983 een nationaal monument. 